# 柏原郵便局 (兵庫県)
柏原郵便局（かいばらゆうびんきょく）は、兵庫県丹波市にある郵便局。民営化前の分類では集配特定郵便局であった。
本記事では、当局の集配部門を前身とする丹波郵便局（たんばゆうびんきょく）についても併せて記述する。

## 概要
住所
〒669-3309 兵庫県丹波市柏原町柏原3456（柏原郵便局）
〒669-3399 兵庫県丹波市柏原町南多田660（丹波郵便局）北緯35度8分25.4秒 東経135度3分45.4秒
民営化直前の、集配業務再編において、多くの集配特定郵便局は配達センターとなったが、当局は地域郵便輸送の拠点として統括センターとされたため、民営化に際し郵便事業株式会社の支店が併設された。
その後、2012年（平成24年）3月19日に郵便事業丹波支店は移転したため、郵便局会社の単独店舗となった。
大阪中央郵便局などとは異なり、郵便事業株式会社の分室は設置されなかったため当局に併設されていたゆうゆう窓口は廃止された。
2012年（平成24年）10月1日に、郵便事業株式会社と郵便局株式会社が統合され日本郵便株式会社が発足したことにともない、郵便事業丹波支店は丹波郵便局となった。

## 沿革
柏原郵便局
- 1872年8月4日（明治5年7月1日） - 柏原郵便取扱所として開設[1]。
- 1875年（明治8年）1月1日 - 柏原郵便局（五等）となる。
- 1880年（明治13年） - 為替取扱を開始。
- 1881年（明治14年） - 貯金取扱を開始。
- 1892年（明治25年）2月1日 - 柏原郵便電信局となる。
- 1903年（明治36年）4月1日 - 通信官署官制の施行に伴い柏原郵便局となる。
- 1955年（昭和30年）11月1日 - 電気通信業務を丹波柏原電報電話局に移管[2]。
- 1979年（昭和54年）5月28日 - 和文電報受付および電話通話業務を開始。
- 2000年（平成12年）9月1日 - 外国通貨の両替および旅行小切手の売買に関する業務取扱を開始
- 2007年（平成19年）10月1日 - 民営化に伴い、併設された郵便事業丹波支店に一部業務を移管。
- 2012年（平成24年）3月19日 - 郵便事業丹波支店を市内南多田の国道176号沿いに移転。柏原郵便局は郵便局会社単独店舗となり、郵便番号が変更。
- 2016年（平成28年）3月7日 - 山南郵便局から貯金・保険の渉外業務を移管。
- 2016年（平成28年）3月14日 - 沼貫郵便局、成松郵便局から貯金・保険の渉外業務を移管。
- 2016年（平成28年）3月22日 - 石生郵便局、黒井郵便局、国領郵便局から貯金・保険の渉外業務を移管。

丹波郵便局
- 2012年（平成24年）3月19日 - 移転により、郵便事業丹波支店が単独立地となる。
- 2012年（平成24年）10月1日 - 日本郵便株式会社の発足に伴い、郵便事業丹波支店が丹波郵便局となる。
- 2016年（平成28年）3月7日 - 山南郵便局から集配業務を移管。
- 2016年（平成28年）3月14日 - 沼貫郵便局、成松郵便局から集配業務を移管。
- 2016年（平成28年）3月22日 - 石生郵便局、黒井郵便局、国領郵便局から集配業務を移管。

## 取扱内容

### 柏原郵便局
- 郵便、印紙、ゆうパック、内容証明
- 貯金、為替、振替、振込、国際送金、国債
- 生命保険、バイク自賠責保険
- ゆうちょ銀行ATM
- 地方公共団体事務（兵庫県住宅再建共済基金利用申込み取次ぎ事務）

### 丹波郵便局
- 「669-33xx」「669-31xx」「669-34xx」「669-35xx」「669-36xx」「669-41xx」「669-42xx」区域（丹波市（旧柏原町、旧氷上町、旧春日町、旧山南町、旧青垣町、旧市島町域））の集配業務
- ゆうゆう窓口

## 周辺
- 柏原八幡宮
- 兵庫県立柏原高等学校
- スーパーフレッシュさとう柏原店

## アクセス
- JR福知山線 柏原駅から徒歩約10分
- ウイング神姫（旧神姫グリーンバス） 柏原下町停留所下車
- 北近畿豊岡自動車道（春日和田山道路） 氷上ICから南東へ約4.5km
- 国道176号 柏原下町交差点を東へ折れて約200m
- 駐車場あり：10台